# NGC 5714
NGC 5714 é uma galáxia espiral (Sc) localizada na direcção da constelação de Boötes. Possui uma declinação de +46° 38' 17" e uma ascensão recta de 14 horas, 38 minutos e 12,1 segundos.
A galáxia NGC 5714 foi descoberta em 12 de Maio de 1787 por William Herschel.